# Чкаловський (Ленінськ-Кузнецький округ)
Чка́ловський (рос. Чкаловский) — селище у складі Ленінськ-Кузнецького округу Кемеровської області, Росія.

## Населення
Населення — 458 осіб (2010; 571 у 2002).
Національний склад (станом на 2002 рік):
- росіяни — 93 %